# Sattar Seid
Seyed Sattar Seid (persisch سيد ستار صيد, * 26. November 1987 in Karadsch) ist ein ehemaliger iranischer Skilangläufer.

## Werdegang
Seyed Sattar Seid trat von 2007 bis 2022 vorwiegend bei FIS-Rennen an. Bei den Olympischen Winterspielen 2010 in Vancouver erreichte er den 89. Platz über 15 km Freistil. Seine beste Platzierung bei den nordischen Skiweltmeisterschaften 2011 in Oslo war der 85. Platz über 15 km klassisch. Bei den nordischen Skiweltmeisterschaften 2013 im Val di Fiemme belegte er den 98. Platz im Sprint. Seine einzigen Weltcuprennen lief er im Februar 2014 in Toblach, welche er mit dem 76. Platz über 15 km klassisch und auf den 79. Rang im Sprint beendete. Bei den Olympischen Winterspielen 2014 in Sotschi belegte er den 79. Platz über 15 km klassisch. Im Februar 2015 errang er bei den nordischen Skiweltmeisterschaften 2015 in Falun den 94. Platz im Sprint und den 80. Rang über 15 km Freistil. Bei den nordischen Skiweltmeisterschaften 2017 in Lahti kam er auf den 108. Platz im Sprint und auf den 78. Rang über 15 km klassisch. Im folgenden Jahr lief er bei den Olympischen Winterspielen in Pyeongchang auf den 91. Platz über 15 km Freistil und auf den 76. Rang im Sprint. Bei den nordischen Skiweltmeisterschaften 2019 in Seefeld in Tirol belegte er den 114. Platz im Sprint sowie den 86. Rang über 15 km klassisch und bei den nordischen Skiweltmeisterschaften 2021 in Oberstdorf den 108. Platz über 15 km Freistil sowie den 107. Rang im Sprint.